# Калитинское сельское поселение

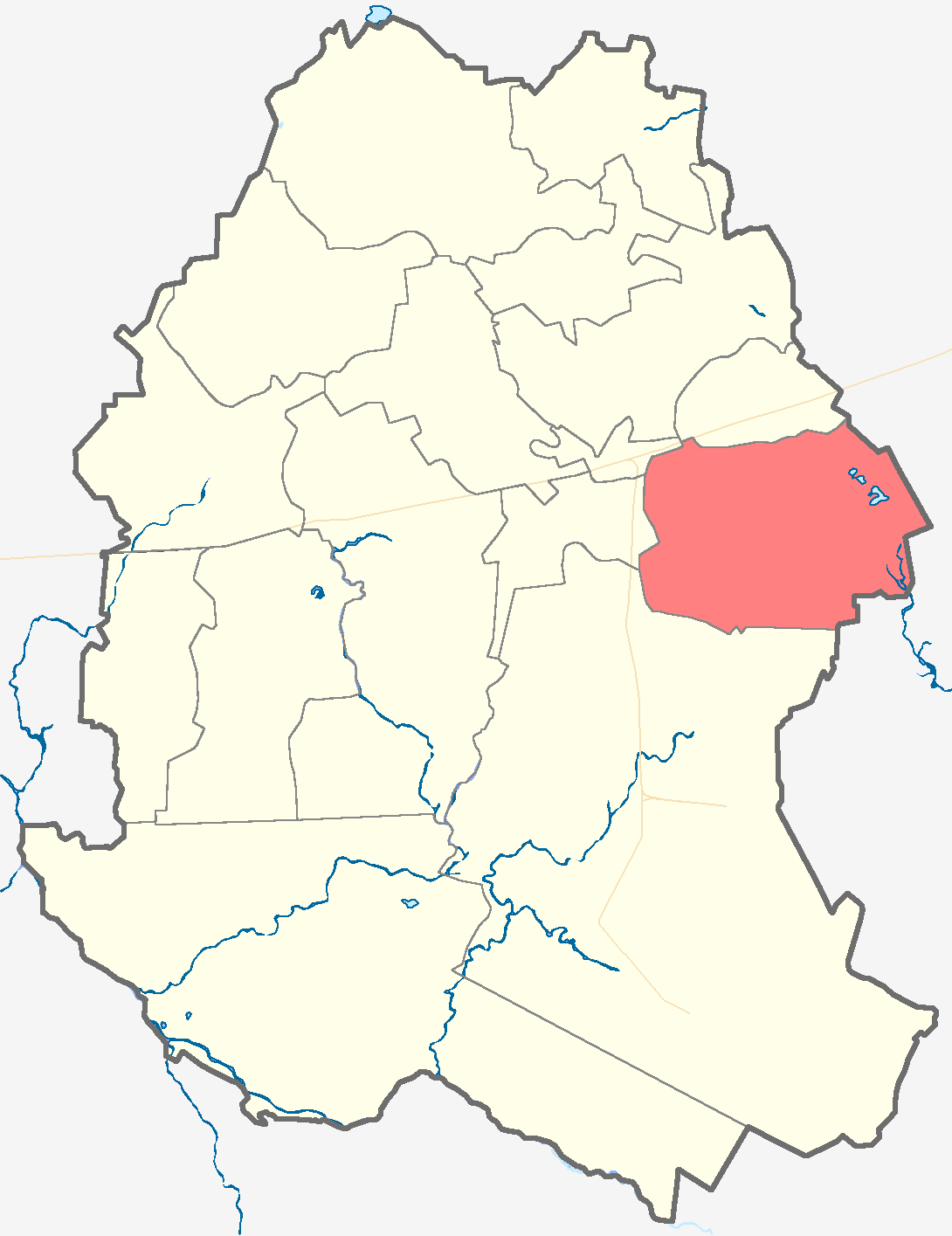
Калитинское сельское поселение до мая 2019 г.

Кали́тинское се́льское поселе́ние — муниципальное образование в составе Волосовского района Ленинградской области. Административный центр — посёлок Калитино.
Главой поселения и главой администрации является Тихонова Татьяна Анатольевна.

## Географические данные
- Расположение: восточная часть Волосовского района
- Граничит:
  - на севере — с Клопицким сельским поселением
  - на западе — с Волосовским городским поселением
  - на юге и западе — с Рабитицким сельским поселением
  - на востоке — с Гатчинским муниципальным округом.

По территории поселения проходят автодороги:
- 41А-003 (Кемполово — Выра — Шапки)
- 41К-052 (Роговицы — Калитино)
- 41К-345 (подъезд к дер. Курковицы)
- 41К-355 (подъезд к дер. Эдази)
- 41К-356 (Курковицы — Глумицы)

Расстояние от административного центра поселения до районного центра — 15 км
На территории поселения находятся Кюрлевские карьеры, из которых берёт своё начало река Оредеж.

## История
В начале 1920-х годов в составе Калитинской волости Детскосельского уезда Санкт-Петербургской губернии был образован Калитинский сельсовет.
14 февраля 1923 года при образовании Троцкого уезда Калитинская волость была упразднена, сельсовет вошёл в состав Венгисаровской волости.
В августе 1927 года Калитинский сельсовет вошёл в состав Волосовского района Ленинградской области.
По состоянию на 1933 год в Калитинский сельсовет с центром в деревне Курковицы входило 8 населённых пунктов, население — 1998 чел.
16 июня 1954 года к сельсовету был присоединён упразднённый Заречский сельсовет.
С 1 февраля 1963 по 12 января 1965 года после упразднения Волосовского района сельсовет входил в состав Кингисеппского сельского района. 
По данным 1973 года в состав сельсовета включены населённые пункты упразднённого Кикеринского сельсовета.
18 января 1994 года постановлением главы администрации Ленинградской области № 10 «Об изменениях административно-территориального устройства районов Ленинградской области» Калитинский сельсовет, также как и все другие сельсоветы области, преобразован в Калитинскую волость.
1 января 2006 года в соответствии с областным Законом № 64-оз от 24 сентября 2004 года «Об установлении границ и наделении соответствующим статусом муниципального образования Волосовский муниципальный район и муниципальных образований в его составе» образовано Калитинское сельское поселение с центром в посёлке Калитино, в его состав вошла территория бывшей Калитинской волости за исключением населённых пунктов переданных в состав Кикеринского сельского поселения.
В мае 2019 года Кикеринское сельское поселение влилось в Калитинское сельское поселение.

## Население
| 2006  | 2010  | 2011  | 2012  | 2013  | 2014  | 2015  |
| ----- | ----- | ----- | ----- | ----- | ----- | ----- |
| 3500  | ↗3588 | ↘3587 | ↗3649 | ↗3691 | ↗3812 | ↗3867 |
| 2016  | 2017  | 2018  | 2019  | 2020  | 2021  | 2023  |
| ↗3883 | ↗3886 | ↗3913 | ↘3872 | ↗6413 | ↘6180 | ↗6194 |
| 2024  | 2025  |       |       |       |       |       |
| ↗6246 | ↗6312 |       |       |       |       |       |

## Населённые пункты
На территории поселения находятся 24 населённых пункта — 4 посёлка и 20 деревень:
| №  | Населённый пункт             | Тип населённого пункта          | Население    |
| -- | ---------------------------- | ------------------------------- | ------------ |
| 1  | Арбонье                      | деревня                         | ↗33 (2017)   |
| 2  | Большое Кикерино             | деревня                         | ↗69 (2017)   |
| 3  | Восемьдесят первый километр  | посёлок                         | ↗49 (2017)   |
| 4  | Глумицы                      | деревня                         | ↗103 (2017)  |
| 5  | Донцо                        | деревня                         | ↘9 (2017)    |
| 6  | Калитино                     | деревня                         | ↗223 (2017)  |
| 7  | Калитино                     | посёлок, административный центр | ↘1479 (2017) |
| 8  | Каргалозы                    | деревня                         | ↗35 (2017)   |
| 9  | Кикерино                     | посёлок                         | ↘2067 (2017) |
| 10 | Курковицы                    | деревня                         | ↗1408 (2017) |
| 11 | Липовая Гора                 | деревня                         | ↗13 (2017)   |
| 12 | Лисино                       | деревня                         | ↗134 (2017)  |
| 13 | Малое Заречье                | деревня                         | ↗12 (2017)   |
| 14 | Малое Кикерино               | деревня                         | ↗36 (2017)   |
| 15 | Мыза-Арбонье                 | деревня                         | ↗13 (2017)   |
| 16 | Новые Раглицы                | деревня                         | ↗32 (2017)   |
| 17 | Озёра                        | деревня                         | ↗25 (2017)   |
| 18 | Отделение совхоза «Кикерино» | посёлок                         | ↘122 (2017)  |
| 19 | Пятая Гора                   | деревня                         | ↘16 (2017)   |
| 20 | Роговицы                     | деревня                         | ↗96 (2017)   |
| 21 | Село                         | деревня                         | ↘20 (2017)   |
| 22 | Старые Раглицы               | деревня                         | ↗64 (2017)   |
| 23 | Холоповицы                   | деревня                         | ↗62 (2017)   |
| 24 | Эдази                        | деревня                         | ↗56 (2017)   |

Постановлением правительства Российской Федерации от 21 декабря 1999 года № 1408 «О присвоении наименований географическим объектам и переименовании географических объектов в Ленинградской, Московской, Пермской и Тамбовской областях» новой деревне было присвоено наименование Озёра.

## Достопримечательности
- Выставочный зал в пос. Калитино
- Усадьба А. Б. Бурянского в пос. Калитино
- Усадьба А. Я. Афанасьева в Курковицах
- Церковь Тихвинской Богоматери в Курковицах
- Парк бывшей усадьбы Брискорнов в Пятой Горе
- Мемориальный комплекс «Малая Хатынь» в бывшей деревне Большое Заречье
- Памятник природы регионального значения Истоки реки Оредеж в урочище «Донцо»
- Храм Свт. Николая Чудотворца в пос. Кикерино

## Фото

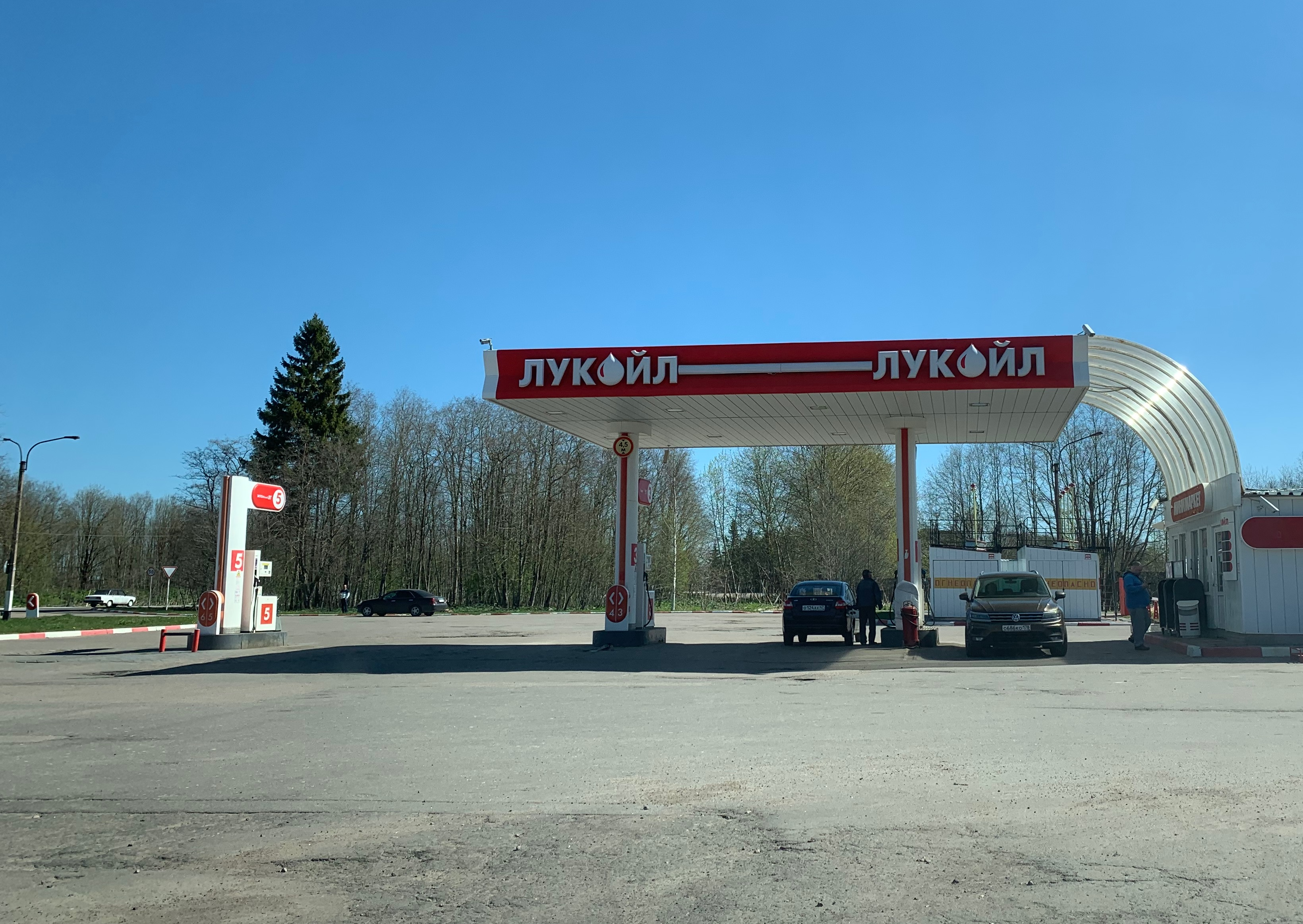
Заправка на дороге Волосово — Кикерино. 2020 год